# 和太鼓†ガールズ
『和太鼓†ガールズ』（わだいこガールズ）は、すたひろによる漫画作品。『月刊アクション』2013年9月号から2014年9月号まで連載された。
ミッション系の女子高校に通う優等生の女子生徒が、言葉を発せない女子生徒が放つ和太鼓の音に魅了されて和太鼓部に入部したことがきっかけで、部員たちとともに成長する姿を描く。
2021年に映画版が公開。

## あらすじ
孤独な優等生の環と言葉を持たないシスター特待生のマリア。
マリアの真っすぐな和太鼓の音に惹かれた環は、和太鼓部への入部を決意する。2人は部員集めに奔走するが、集まってくるのはギャルグループのリーダーやハーフのヤンキーなど、なぜか問題児ばかりだった。

## 登場人物

### 和太鼓部
松沢 環（まつざわ たまき）
珠ノ坂女学園高等部に通う1年生の女子。黒髪が美しい清楚な美少女。中等部では生徒会長を務めており、才媛の淑女として、ほかの生徒からはあこがれの的になっている、超がつく優等生。しかし、その振る舞いは現職の市長である父親の松沢林太郎の期待に応えるためのもので、実際の内面は年相応の多感な一面を見せる。また、自分の優等生としてのステータスにしか興味のない同級生に対しても、内心ではうんざりしているため、精神的な疲労感を覚えている。今どきのゲームセンターを不良のたまり場と勘違いしているなど、世俗にはやや疎い一面がある。
小さい頃から音楽が得意で、中等部の同級生と比べてピアノもずば抜けてうまかったが、当時の音楽教師だったニッチェに「つまらない音を出す」と言われたことがきっかけで、音楽が大嫌いになってしまった過去を持つ。高等部に進級後、和太鼓部の勧誘をしていた新島マリアと出会い、彼女の感情をありのままにさらけ出した太鼓の音に惹かれ、紆余曲折の末に和太鼓部へと入部した。入部後は松沢環自身の感情に正直になり、思いのたけを和太鼓にぶつけていた。恥ずかしがり屋なところがあり、和太鼓を叩いている最中にかけ声を出すのがとても苦手。反面、生徒会長を務めていた実績から本番には非常に強く、和太鼓の発表会時に過緊張で力を出せない部員に対し、率先して大声を出して全員の士気を高めていた。和太鼓の腕前はまだまだだが、非常に華があるため、表現者としては一流。
新島 マリア（にいじま まりあ）
珠ノ坂女学園高等部に通う2年生の女子。和太鼓部に所属している。天真爛漫な性格で、学園のシスター特待生でもあるため、学校ではつねにシスターの格好をしている。
過去に大きな事故に遭い、それ以来言葉を発することができなくなったため、持ち歩いている小さい和太鼓を叩き、その音で他人と意思の疎通を図ろうとする。そのせいで周囲の人々に敬遠されており、生徒会長の御園麗華からは巻田くるると並び、2年生の二大問題児の一人とされている。和太鼓の腕前はまだ未熟だが、感情豊かに和太鼓を叩くことができ、その音を目の当たりにした者の感情を大きく揺さぶるなど、計り知れないポテンシャルを備えた逸材。新入部員の勧誘中に出会った松沢環の入部によって仲間を得てからは水を得た魚のようになり、和太鼓の腕前を着々と伸ばしていく。江森寿からは「マリアンヌ」というあだ名で呼ばれている。
江森 寿（えもり ことほ）
珠ノ坂女学園高等部に通う女子高校生。ピンク色のツインテールの髪型で、自他共に認めるファッションリーダー。学園内のギャルグループの筆頭として、自分に心酔する複数の生徒を取り巻きにしながら活動をしている。髪型や制服を含め、校則違反すれすれの格好をしているが、不良生徒というわけではなく、教師の目があるところではふつうの格好をしている。
松沢環の幼なじみで、小さい頃からの親友同士。優等生の環が大好きだったが、環の父親である松沢林太郎が江森寿の父親と折り合いが悪くなってから、環と口を利かなくなり、そのまま疎遠になってしまう。珠ノ坂女学園入学後も、環のことを徹底的に無視したうえで、和太鼓部に入部した環を嘲笑していた。しかし、本音では環のことが今でも大好きで、環を追って珠ノ坂女学園に入学した過去を持つ。結局、和太鼓の話題にかこつけて、環と仲直りすることに成功。それ以来、昔のように環にベタベタとまとわりつくようになる。父親に手ほどきを受けた和太鼓の腕前はかなりのもので、和太鼓部にはあえて部員として入部はせずに、コーチを務めている。独占欲が強く、環がほかの女の子となかよくしていると、嫉妬の炎が燃え上がってしまう。
錦戸 亜莉栖（にしきど ありす）
珠ノ坂女学園高等部に通う1年生の女子。美しいショートヘアの金髪を持つハーフで、敬虔なクリスチャンの家で育った。言葉遣いが乱暴なヤンキー気質で、姉御肌な性格をしている。和太鼓部の部員集めに奔走していた松沢環を助けるため、ニッチェの要請を受け、半ば強制的に和太鼓部に入部させられた。1年では有数の問題児で、ニッチェには中等部時代から諸々（もろもろ）の問題行動をかばってもらった恩義があるため、彼女の言うことには逆らえない。和太鼓部への入部後は特に問題も起こさず、一部員として和太鼓部再興のために尽力する。中等部で聖歌隊の指揮をしていた経験があるため、リズム感も養われてる。
道長 神乃（みちなが かんの）
珠ノ坂女学園高等部に通う女子高校生。背が高く、眼鏡をかけている。内向的な性格で、ゲームが大好き。過去に背の高さを見込まれてあらゆる運動部から勧誘されたが、そのすべてを断ったために運動部の生徒から総スカンを食らい、クラスでも孤立している。友達がいないため、下校時に一人でゲームセンターに立ち寄り、和太鼓のゲーム「太鼓の鉄人」をプレイするのを楽しみにしている。その腕前は達人と称されるほどで、近隣のゲームセンターで一目置かれる存在となっている。和太鼓部の部員を探していた松沢環に勧誘された。その勧誘の過程で友達と遊ぶ楽しさを思い出し、自らの意志で和太鼓部に入部する。江森寿からは「かののん」と呼ばれている。
巻田 くるる（まきた くるる）
珠ノ坂女学園高等部に通う2年生の女子。くるくるとしたくせ毛で、黒いマントを羽織っている。小さい頃からオカルト全般が大好きで、学園ではオカルト部の部長も務めている。芝居がかった態度と口調でオカルト話を語っている。そのため周囲から浮いた存在となっており、生徒会長の御園麗華からは新島マリアと並び、2年生の二大問題児扱いされている。オカルト関連の知識が豊富で、あらゆる物事をオカルトにからめて語る癖がある。和太鼓部の部員を巻田くるる自身の眷属（けんぞく）にするという理由で、松沢環たちに接触を図る。部の発表会ではオカルト式の和太鼓の演奏を全生徒の前で披露して、みんなを啞然とさせていた。和太鼓部のメンバーのことを気に入り、のちに自ら志願して和太鼓部へと入部する。

### 雷鼓音（らいどおん）
市内で活躍する和太鼓グループ。
江森 司（えもり つかさ）
「雷鼓音」に所属している女子高校生。江森寿の双子の妹。姉と比べて言葉遣いがぶっきらぼうで、愛想のない性格をしている。優れた和太鼓の腕前を持ち、雷鼓音のメンバーからも一目置かれている。父親と仲違いした松沢林太郎のことを裏切り者と認識しており、娘である松沢環のことも嫌悪していた。しかし、新島マリアの和太鼓を叩いた音に感銘を受け、それ以降は環を含めた和太鼓部の動向を気にするようになる。マリアの和太鼓演奏者としての潜在能力を誰よりも買っており、和太鼓部の発表会の際には、わざわざ珠ノ坂女学園まで足を運び、様子を見にきていた。意外にミーハーなところがあり、今は和太鼓界の貴公子と知られるジーザス・鬼島のファン。
江森寿の父親 （えもりことはのちちおや）
「雷鼓音」の責任者を務める中年男性。江森寿と江森司の父親。筋骨隆々で強面な外見とは裏腹に面倒見がよく、多くの人々から慕われている。ニッチェの知人でもあり、和太鼓部に入部した松沢環は、ニッチェの紹介で江森寿の父親のもとを訪れ、和太鼓を借りる交渉をしていた。環の父親である松沢林太郎とは古くからの友人だが、過去に考え方の違いから大喧嘩になり、それ以来絶縁状態となっている。娘である環のことも快くは思っていなかったが、和太鼓部の新島マリアが叩いた和太鼓の音を聴いて感銘を受け、環に協力するようになる。「太鼓が好きな奴に悪い奴はいねぇ」が信条。思春期真っ只中の寿から、邪険に扱われているのが目下の悩み。

### その他
ニッチェ
珠ノ坂女学園の学園長を務めている老齢のシスター。本名は「新島千恵」。
よくも悪くもまっすぐな性格で、思ったことをズバズバと言い放つ毒舌家。学園長になる前は、音楽の教師を務めていた。松沢環が中等部だった頃に、彼女のピアノの演奏を酷評したことがあり、それ以来環から嫌われ、避けられている。多大なストレスを抱きながら感情を押し隠す環の現状に気づいており、彼女をからかって、偽りの仮面を外させるのを得意としていた。事故で言葉を失ってしまった新島マリアを、昔から優しく見守っている。江森司も、若い頃にニッチェから厳しい指導を受けた経緯がある。そのため、司からは「地獄天女」の異名で呼ばれていた。
御園 麗華（みその れいか）
珠ノ坂女学園高等部に通っている2年生の女子。おたくの娘さんに登場する御園麗華と同一人物。
明治から続く財閥の令嬢で、生徒会長を務めている容姿端麗な才媛。根っからのお嬢様で、優雅で悠然とした振る舞いで人々を惹きつける。「オーホッホッホ」という高笑いが特徴。中等部の生徒会長として辣腕を振るった松沢環に目をつけ、生徒会にスカウトした。自分の欲望を忠実に満たしたうえで、多くの人間を従わせてきたカリスマ性を持つ。環が和太鼓部に入部しても、少しも慌てることなく、和太鼓部の悲惨な現状を淡々と環に教えていた。
松沢 林太郎（まつざわ りんたろう）
松沢環の父親。現職の市長を務めている。政治家とは無縁の庶民の出身で、江森寿の父親をはじめとする「雷鼓音(らいどおん)」のメンバーとも友人同士だった。市長を目指す活動をする過程で江森寿の父親と仲違いし、多くの友人と絶縁状態となっている。娘の環に大きな期待をかけており、彼女をお嬢様校である珠ノ坂女学園に進学させた経緯がある。
ジーザス・鬼島（じーざすおにじま）
「和太鼓界の貴公子」と評される青年。和太鼓をやっている者なら知らぬ者はいないとされるほどの有名人で、鬼の面をかぶって上半身裸で和太鼓を乱れ打つスタイルで人気を博している。激しくも優雅なバチさばきから繰り出される世界は、神の鼓動と謳われている。アーケードゲーム「太鼓の鉄人」にもジーザス・鬼島の作った曲が収められている。

## 書誌情報
- すたひろ『和太鼓†ガールズ』、〈月刊アクションコミックス〉（双葉社）、全2巻
  1. 2014年3月10日発売、ISBN 978-4-575-84363-7[4]
  2. 2014年9月10日発売、ISBN 978-4-575-84481-8[5]

## 実写映画
『藍に響け』（あいにひびけ）のタイトルで映画化され、2021年5月21日に公開。監督は奥秋泰男、主演は紺野彩夏と久保田紗友。

### キャスト
松沢環
演 - 紺野彩夏
ミッション系の女子高校に通う生徒。
父の会社が倒産したことで、行き場のない思いを抱えている。
新島マリア
演 -久保田紗友
環が通う女子高校のシスター特待生。交通事故による声帯の損傷が影響で言葉を発せない。
江森寿
演 - 永瀬莉子
江森司
演 - 板垣瑞生
佐伯美鈴
演 - 小西桜子
錦戸亜莉栖
演 - 山之内すず
道長神乃
演 - 茅島みずき
星野音々
演 - 吉田凜音
真柴ヒカリ
演 - 川津明日香
北條幾子
演 - 山本亜依
長谷部圭太
演 - カトウシンスケ
星野ひびき
演 - 濱田マリ
松沢遥
演 - 須藤理彩
シスターニッチェ
演 - 筒井真理子
江森雷太
演 - 吹越満

### スタッフ
- 原作：すたひろ『和太鼓†ガールズ』（双葉社刊）
- 監督：奥秋泰男
- 脚本：加藤綾子
- 音楽：茂野雅道
- エグゼクティブプロデューサー：蓮見智威
- 製作統括：清家端
- プロデューサー：前信介
- 撮影：春木康輔
- 照明：大久保礼司
- 録音・整音：岸川達也
- 美術・装飾：寺尾淳
- 助監督：平波亘
- ラインプロデューサー：雨無麻友子
- 制作担当：石井宏樹
- 衣裳：小宮山芽以
- ヘアメイク：七絵
- 編集：岡崎正弥
- 音響効果：勝亦さくら
- スチール：久保田智
- キャスティング：SKALY
- 和太鼓指導・監修：山部泰嗣[8]
- 配給・宣伝：アンプラグド
- 宣伝協力：Compass
- 制作プロダクション：グラスゴー15
- 製作：「藍に響け」製作委員会（ロータス・ワイズ・パートナーズ、万屋物産、Qvou、グラスゴー15）